# Кульминационная серия
Кульминационная серия (яп. クライマックスシリーズ Kuraimakkusu Shirīzu) — система плей-офф, проводимая по окончании регулярного сезона Японского профессионального бейсбола. Она определяет, какие две команды из Центральной и Тихоокеанской лиги примут участие в Японской серии. Текущая система была введена в Па Лиге в 2004 году. В 2007 году такую же систему внедрила Цэ Лига, что привело к нынешнему единому формату плей-офф.
В двухэтапном плей-офф участвуют по три лучшие команды каждой лиги. На первом этапе команды, завершившие регулярный сезон со вторым и третьим результатом, играют друг с другом в серии до трёх побед. Победители этой серии выходят в финальную стадию, где встречаются с чемпионом регулярного сезона в серии из шести игр. Первый матч серии проходит на стадионе команды с лучшим результатом по итогам регулярного сезона. Победители финальных этапов соревнуются друг с другом в Японской серии.

## История
С момента создания системы НПБ победитель регулярного сезона Центральной лиги переходил в Японскую серию, где соревновался с чемпионом Тихоокеанской лиги. Ситуация изменилась в 1973 году, когда сезоны Тихоокеанской лиги стали проводиться в два этапа: победитель первой половины чемпионата играл против победителя второй в мини-плей-офф за попадание в Японскую серию. Проблемы этой системы проявились в сезонах 1976 и 1978, когда «Ханкю Брэйвс» стали победителями и первой, и второй половины чемпионата, что сделало плей-офф ненужным. После сезона 1982 года эта система была ликвидирована, и вместо этого в следующем сезоне Па Лига объявила, что команды, занявшие первое и второе места, будут соревноваться в серии до трёх побед после регулярного сезона из 130 игр, если разница побед первой и второй команд будет не больше пяти. Ввиду непопулярности среди большинства бейсбольных СМИ и болельщиков, от этой идеи отказались после трёх сезонов, при этом серию ни разу не пришлось проводить.

### Плей-офф Тихоокеанской лиги
Это глупо, что другая лига действует по другой системе. Если мы выиграем вымпел ЦЛ в следующем году, мы будем бойкотировать [Японскую] серию.
В феврале 2003 года совет директоров Тихоокеанской лиги согласился вновь ввести систему плей-офф начиная с сезона 2004 года. Если бы команда, занявшая первое место, имела существенное преимущество в турнирной таблице ближе к концу регулярного сезона, чемпион лиги был бы определен, и до начала Японской серии не было бы интриги. Решение добавить плей-офф было попыткой исправить эту проблему и повысить популярность лиги. Новый постсезонный план инициировал двухэтапный плей-офф, в котором соревновались три лучшие команды Па Лиги. На первом этапе команды, завершившие сокращенный регулярный сезон из 135 игр со вторыми и третьими лучшими показателями, играли друг с другом в серии до трёх побед. Победитель этой серии встречался с лучшей командой лиги на втором, заключительном этапе. Победитель второго этапа проходил в Японскую серию, где сражался с победителем Цэ Лиги.
Первоначально предполагалось, что лучшая команда лиги в конце сезона будет получать только преимущество своего поля, но в августе 2003 года официальные лица ТЛ объявили, что, если команда, занявшая первое место, опередит команду, занявшую второе место, на более, чем пять побед, эта команда также получит преимущество в одну игру в серии до трёх побед. В плей-офф Тихоокеанской лиги 2006 года было отменено требование о преимуществе в пять игр в пользу автоматического предоставления команде, занявшей первое место, преимущества в одну победу. В связи с этим изменением команда, занявшая первое место, больше не имела преимущества своего поля на протяжении всего второго этапа; вместо этого оставшиеся четыре игры должны были быть поровну разделены между стадионами обеих команд. Это изменение правил не сыграло никакой роли, поскольку в том году «Хоккайдо Ниппон-Хэм Файтерс» закрыли серию в двух матчах.
В течение трёх лет существования системы плей-офф Тихоокеанской лиги её победитель соревновался с командой Центральной лиги, закончившей регулярный сезон с лучшим результатом. Несоответствие между постсезонами двух лиг вызвало некоторую критику со стороны бейсбольных аналитиков и инсайдеров. Во время Японской серии 2005 года Стивен Эллсессер из The Japan Times назвал несбалансированный постсезон НПБ «плохой системой» и выразил мнение, что решение Цэ Лиги не внедрять собственную систему плей-офф было «глупым». Ссылаясь на плохую игру «Хансин Тайгерс» в серии, он предположил, что отсутствие у лиги постсезона является недостатком. Эллсессер считал, что 17 дней между их последней игрой в регулярном сезоне и первой игрой Японской серии никак не помогли «Тайгерс» подготовиться к серии против «Тиба Лотте Маринс», которые продолжали играть. Как и Эллсессер, увидев «возбуждение», которое вызвал плей-офф Па Лиги 2004 года, тогдашний менеджер «Маринерс» Бобби Валентайн «не поверил, что Центральная лига не последовала этому примеру» и не создала собственную серию плей-офф.

### Создание Кульминационной серии
В уставе Центральной лиги были прописаны ситуационные сценарии плей-офф, которые требовали либо ничьей в турнирной таблице, либо команды с большим количеством побед и худшим процентом побед, чем у лучшей команды, но постоянный план плей-офф так и не был создан. В марте 2006 года, воодушевленные успехом серии плей-офф ТЛ, официальные лица ЦЛ объявили о своем намерении ввести плей-офф в сезона 2007 года с целью повысить снижающуюся посещаемость. Во время встреч, состоявшихся позже в том же году, официальные лица Тихоокеанской и Центральной лиг разошлись во мнениях по поводу предложенных планов, подробно описывающих новую систему плей-офф. С момента создания плей-офф в 2004 году Па лига вручала свои вымпелы победителям плей-офф, а не команде, закончившей регулярный сезон с лучшим результатом. Поэтому её руководство не одобряло намерение Цэ Лиги продолжать присуждать чемпионский титул тому, кто занял первое место в регулярном сезоне, одновременно используя плей-офф для определения того, кто попадет в Японскую серию.
Мы долгое время придерживались принципа не проводить плей-офф, но это правда, что плей-офф в Тихоокеанской лиге имел положительный эффект. Мы решили добавить в постсезон немного острых ощущений и азарта.
Договориться об единой постсезонной системе удалось в сентябре 2006 года. В Центральной лиге была введена система плей-офф, идентичная действующей в Тихоокеанская, а вся серия плей-офф получила название Кульминационной. Па Лига уступила требованиям Цэ Лиги и согласилась называть чемпионом команду, занявшую первое место по итогам регулярного сезона, а не победившей в плей-офф. Было решено, что регулярный сезон будет состоять из 144 игр; впервые количество игр в обеих лигах стало одинаковым с момента реформы ТЛ в 2004 году. Обе лиги также согласились, что ни один из чемпионов регулярного сезона не должен получать преимущество в одну игру на заключительном этапе Кульминационной серии, назвав это «излишним» с точки зрения бизнеса. В следующем сезоне лиги отменили своё решение и вернули преимущество, начиная с серии 2008 года. В то же время финальный этап изменился с серии до трёх побед на серию до четырёх побед.
В сезоне 2020 года, сокращенном до 120 игр из-за пандемии COVID-19, Кульминационная серия претерпела изменения. В серии Па Лиги две лучшие команды сезона сыграли серию до трёх побед, при этом чемпион регулярного сезона по-прежнему получал автоматическое преимущество в одну победу. Цэ Лига полностью отказались от серии плей-офф, вновь предоставив путёвку в Японскую серию чемпиону регулярного сезона. Такое решение отчасти было связано с тем, что только две из шести команд лиги регулярно играли на куполообразных стадионах, из-за чего было неясно, сколько игр необходимо было бы провести из-за возможных рэйнаутов.